# 埜口遥希
埜口 遥希（のぐち はるき、2001年6月20日 - 2023年8月16日）は、日本のモーターサイクル・ロードレースレーサー。奈良県出身。立命館大学産業社会学部に在学していた。

## 来歴
MuSASHi RT HARC-PRO.に所属し、全日本ロードレース選手権にも参戦していた。2017、2018年はアジア・タレント・カップランキング2位。2019年はレッドブルルーキーズカップランキング3位。
2023年8月13日、マンダリカ・インターナショナル・ストリート・サーキットで開催された、FIM アジアロードレース選手権第4戦インドネシアASB1000クラスのレースで多重事故に巻き込まれ、現地の病院に収容されたが、同月16日の午後5時40分に死去した。22歳没。

## 戦績
- 2017年-アジア・タレント・カップ　ランキング2位
- 2018年-アジア・タレント・カップ　ランキング2位
- 2018年-全日本選手権J-GP3 ランキング12位
- 2019年-レッドブル・ルーキーズカップ　ランキング3位
- 2020年-全日本ロードレース選手権ST600　ランキング14位
- 2021年-全日本ロードレース選手権ST600　ランキング1位
- 2022年-アジアロードレース選手権ASB1000　ランキング2位